# Iulia (okręg Tulcza)
Iulia – wieś w Rumunii, w okręgu Tulcza, w gminie Izvoraele. W 2011 roku liczyła 344 mieszkańców.